# 魏镇
魏镇（1895年—1973年），中国人民解放军将领、中国人民解放军开国少将。
1949年在湖南投降中共。曾任中国人民解放军第55军副军长。1955年，授予中国人民解放军少将。